# Astra International
Astra International (также известна как Astra Group) — крупнейший частный многопрофильный конгломерат Индонезии, а также крупнейшая публичная компания в листинге Индонезийской фондовой биржи (более 7 % от общего объёма рыночной капитализации) и крупнейшая автомобильная компания Юго-Восточной Азии. Основана в 1957 году этническими китайцами Уильямом Сурьяджая и его братом как небольшая торговая компания. Сегодня специализируется на автомобильной промышленности, розничной торговле, сельском хозяйстве, дистрибуции тяжёлого оборудования, добыче сырья, энергетике, финансовых услугах, информационных технологиях, инфраструктуре и логистике. По состоянию на 2015 год в 183 компаниях группы работало 225,6 тыс. сотрудников (включая совместные предприятия и филиалы). 
Акционерами Astra International являются гонконгская группа Jardine Matheson (50,1 %) и несколько семейств индонезийских миллиардеров.

## История
Уильям Сурьяджая основал небольшую торговую компанию в 1957 году. Вначале он торговал продуктами питания и бумагой, в 1969 году стал дистрибьютором автомобилей Toyota, вскоре заключил договор на продажу продукции Honda и Xerox. В 1971 году была основана Toyota Astra Motor — совместное предприятие Astra International и Toyota Motor Corporation (сегодня является крупнейшей автомобильной компанией Индонезии). В 1972 году была основана компания United Tractors (сегодня является крупнейшим дистрибьютором строительной, горнодобывающей и погрузочно-разгрузочной техники, а также крупным разработчиком месторождений, оператором строительных и транспортных услуг). 
В 1975 году была основана Astra Graphia (сегодня является крупнейшим в стране дистрибьютором принтеров, сканеров, факсов, ксероксов и полиграфического оборудования). В 1988 году была основана Astra Agro Lestari (сегодня является крупнейшей агрокомпанией страны, одним из крупнейших операторов плантаций и производителей пальмового масла и каучука). 
В апреле 1990 года Astra International стала котироваться на Индонезийской фондовой бирже. В 1991 году была основана компания Astra Otoparts (сегодня является крупнейшим производителем и дистрибьютором автомобильных и мотоциклетных компонентов и запчастей). В 1992 году Уильям Сурьяджая продал большинство акций Astra International чтобы спасти Summa Bank своего старшего сына Эдвина Сурьяджая.  
Во время азиатского финансового кризиса (1997 — 1998 годы) Astra International понесла значительные потери, но после реорганизации бизнеса, которая включала продажу в 1999 году контрольного пакета акций гонконгской группе Jardine Matheson (через сингапурский филиал Jardine Cycle & Carriage), смогла показать устойчивый рост и вновь стать крупнейшим бизнес-конгломератом Индонезии.
Эдвин Сурьяджая в 1998 году основал инвестиционную группу Saratoga Capital и позже стал миллиардером, но его бизнес не связан с Astra International. Уильям Сурьяджая скончался в Джакарте в 2010 году.
Продукция Toyota Astra Motor

## Структура группы
Основным направлением бизнеса Astra International является автомобильная промышленность. Компания занимает около 60 % внутреннего рынка Индонезии, представляя марки автомобилей Toyota, Lexus, Daihatsu, Isuzu, Nissan Diesel, Peugeot, BMW и мотоциклы Honda. Кроме производства, импорта и розничных продаж автомобилей, мотоциклов и различных деталей Astra International занимается консультированием, кредитованием, лизингом и страхованием продаж, а также продажей подержанных автомобилей (финансовые услуги занимают второе место в сфере интересов Astra International). Подразделение группы United Tractors лидирует на рынке сельскохозяйственной, лесной, строительной, горнодобывающей техники и прочего тяжёлого оборудования (представляет марки Komatsu, Scania, BOMAG, UD Trucks и Tadano).
Далее по обороту и прибыльности следуют добыча угля, производство электроэнергии и пальмового масла, обслуживание платных автодорог и нефтеналивного терминала в порту Гресик (Восточная Ява), водоснабжение в Джакарте и информационные технологии, строительство и транспортные услуги, дистрибуция печатной и копировальной техники.  

### Крупнейшие компании
- Toyota Astra Motor (производство и дистрибуция автомобилей)
- Astra Daihatsu Motor (производство и дистрибуция автомобилей)
- Isuzu Astra Motor (производство и дистрибуция автомобилей)
- Astra Multi Trucks (дистрибуция автомобилей)
- BMW Astra (дистрибуция автомобилей)
- Tjahja Sakti Motor (дистрибуция автомобилей)
- Astra Honda Motor (производство и дистрибуция мотоциклов)
- Astra Otoparts (производство и дистрибуция автокомплектующих)
- AstraWorld (консалтинг по вопросам автопродаж)

- Astra Credit Company (финансовые услуги)
- Toyota Astra Finance (финансовые услуги)
- Federal International Finance (финансовые услуги)
- Surya Artha Nusantara Finance (финансовые услуги)
- Komatsu Astra Finance (финансовые услуги)
- Permata Bank (банковское дело)
- Asuransi Astra Buana (страхование)
- Astra Aviva Life (страхование)

- United Tractors (дистрибуция тяжёлой техники)
- Pamapersada Nusantara (инженерно-строительные работы)
- Tuah Turangga Agung (добыча угля)
- Astra Agro Lestari (сельское хозяйство)
- Astratel (платные дороги, порты и водоснабжение)
- SERA (транспортные и логистические услуги)
- Astra International Property (недвижимость)
- Astra Graphia (информационные технологии, дистрибуция печатной техники)